# Дніпро
Дніпро́ (МФА: [d̪ɲiˈprɔ] ( прослухати); також Дніпр, заст. укр. Дні́пер, ст.-слов. Дънѣпръ, біл. Дняпро, рос. Днепр, крим. Özü, дав.-гр. Βορυσθένης, Борисфен, або Бористен, лат. Danapris, поетична назва — Славу́тич) — четверта за довжиною (після Волги, Дунаю та Уралу) і третя за площею басейну річка Європи (після Волги й Дунаю), річка з найдовшою течією в Україні. У природному стані довжина Дніпра становила 2285 км, тепер (після побудови каскаду ГЕС та водосховищ, коли в багатьох місцях випрямили фарватер) — 2201 км; у межах України — 981 км. Площа басейну — 504 тис. км², з них у межах України — 291,4 тис. км².

## Загальний опис
Дніпро — типова рівнинна річка з повільною й спокійною течією. Має звивисте річище, утворює рукави, багато перекатів, островів, проток, мілин. Ширина долини річки — до 18 км. Ширина заплави — до 12 км. Площа дельти — 350 км². Живлення змішане: снігове, дощове й підземне. Близько 80 % річного стоку Дніпра формується у верхній частині басейну, де випадає багато опадів, а випаровування мале. Водний режим річки визначається добре вираженою весняною повінню, низькою літньою меженню з періодичними літніми паводками, регулярним осіннім підняттям рівня води та зимовою меженню.
Назва Дніпро є скіфською за походженням. Скіфське Данапр перекладається як «глибока річка» (дан — річка + апр — глибокий).
Найдавніші письмові відомості про Дніпро залишив грецький історик і географ Геродот у четвертій книзі своєї історії, що називається «Мельпомена»: Борисфен — так він називав Дніпро. Перші вітчизняні відомості про Дніпро є в літописах Київської Русі — «Повість временних літ» й у великому поетичному творі «Слово о полку Ігоревім».
Нині водою річки користується 70 % населення України (майже 35 мільйонів осіб), також на нього припадає половина всіх річкових шляхів країни й основна частина (близько 60 %) річкових перевезень вантажів і пасажирів.
Історія України-Русі пов'язана з Дніпром. Його басейн є центральним місцем етногенезу й націогенезу українців. Київ — столиця України, завдяки Дніпру лежить на перетині торгових шляхів між Сходом і Заходом, Північчю й Півднем.

## Фізична географія

### Довжина і траєкторія
Дніпро — типова рівнинна річка з повільною й спокійною течією.
Дослідження М. Веклича показують, що Дніпро зародився близько 5—6 млн років тому, у Берегівський час, після трансгресії палеоген-неогенового моря.
Водойма має звивисте річище, утворює рукави, багато перекатів, островів, проток, мілин. Поділяється на три частини: верхня течія (Верхній Дніпро) — від витоку до міста Києва (1320 км), середня (Середній Дніпро) — від Києва до Запоріжжя (555 км) і нижня (Нижній Дніпро) — від Запоріжжя до гирла (326 км).
Річка тече серединою України, з півночі на південь. Напрям течії кілька разів змінюється: від джерел до Орші Дніпро плине на південний захід, далі до Києва — прямо на південь, від Києва до Дніпра — на південний схід. До Запоріжжя йде коротший відтинок річки (завдовжки 90 км), спрямований на південь. Далі, до свого лиману, вона тече в південно-західному напрямку. Отож Дніпро в ширину займає 9° 18' і утворює на території України подобу великого лука, зверненого на схід, що вдвічі збільшує шлях Дніпром із Центральної України до Чорного моря: відстань від Києва до гирла Дніпра по прямій лінії — 450 км, річкою — 950 км.
Ширина долини річки — до 18 км. Ширина заплави — до 12 км. Площа дельти — 350 км².

#### Від витоків до Запоріжжя (верхня та середня течія)
Дніпро бере початок у невеликому болоті Аксенінський мох на південному схилі Валдайської височини біля села Бочарово Смоленської області Росії. Зі схилів Валдайської височини витікає також Волга, Західна Двіна, Ловать, Сясь та Молога. Впадає Дніпро в Дніпровсько-Бузький лиман Чорного моря.
У верхній частині, до Дорогобужа, Дніпро ще маловодний і тече серед лісистої рівнини, його ширина — до 30 м. Нижче, від Дорогобужа до Орші, тече вже в західному напрямку, шириться до 40—120 м і стає сплавним, а під час високого водостану навіть судноплавним. Вище від Орші Дніпро перетинає девонські вапняки, утворюючи невеликі Кобеляцькі пороги. Від Орші до Києва річка тече просто на південь і біля Рогачова виходить на Поліську низовину, а від Лоєва тече вже територією України, де утворює Старий Дніпро.

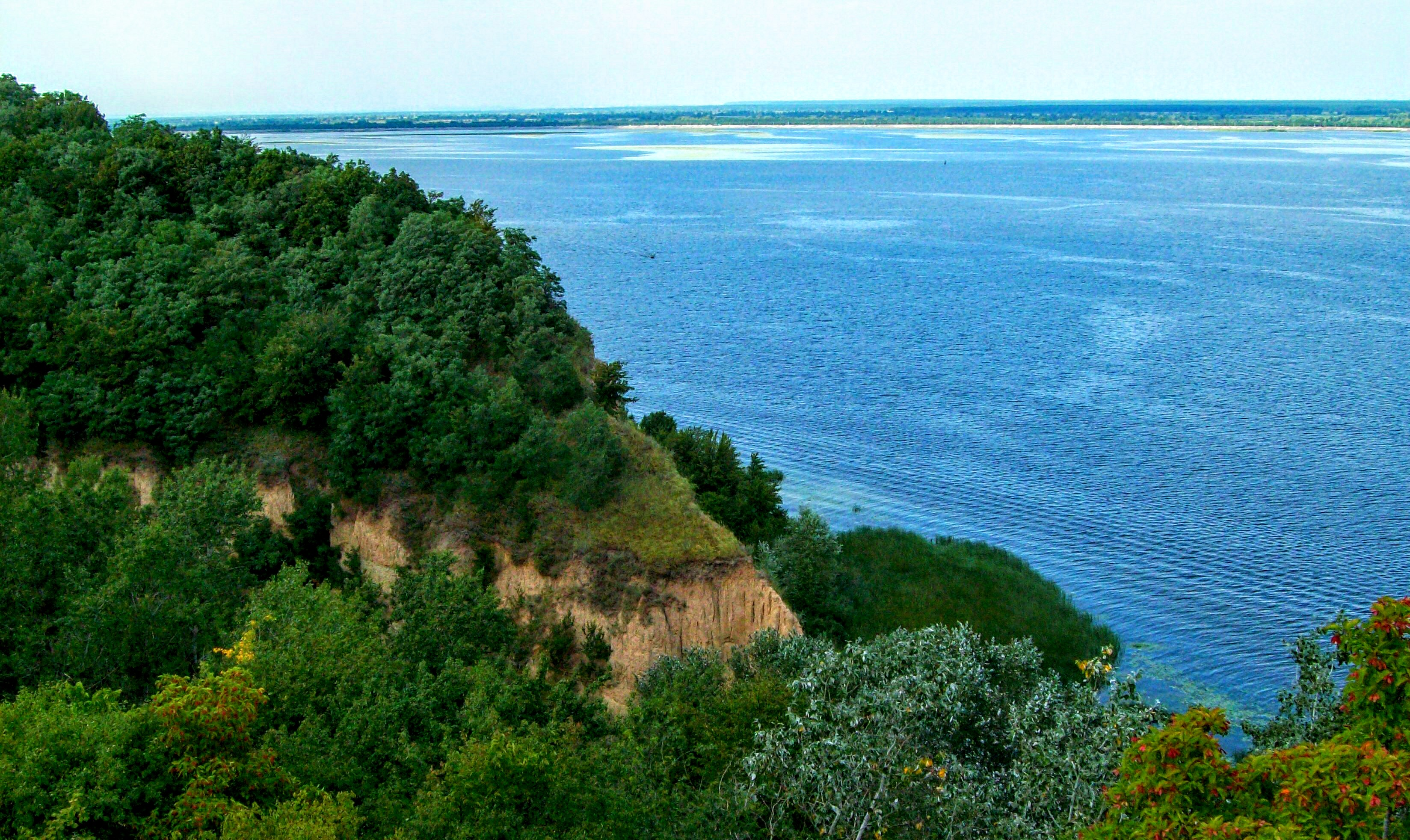
Схил правого берега Дніпра біля селища Витачів Київської області

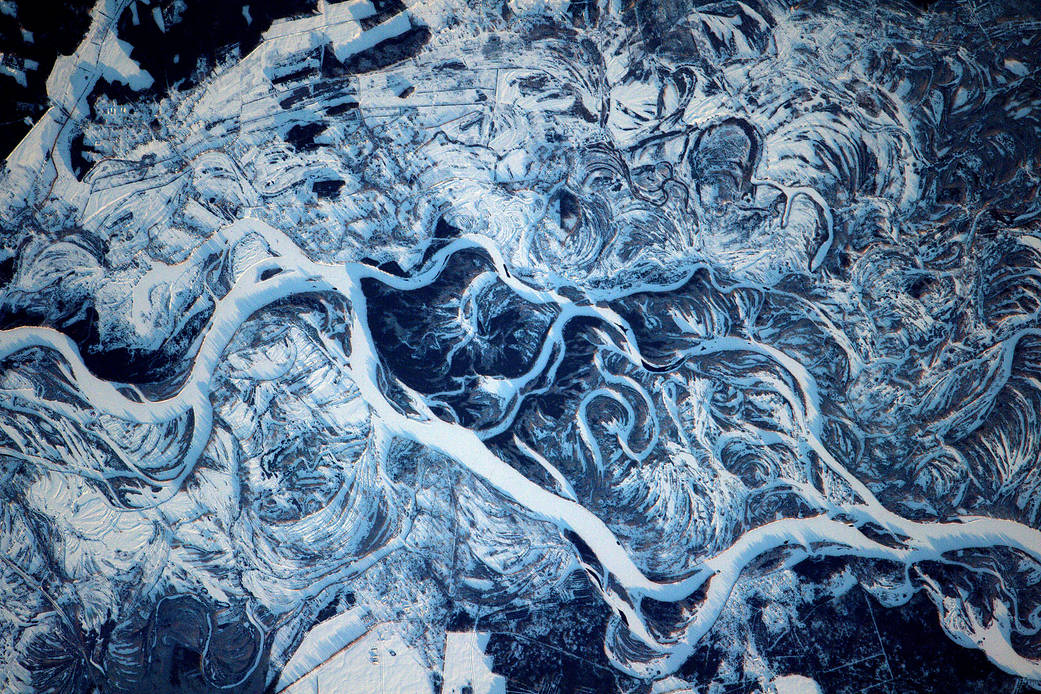
Скрижаніле русло Дніпра на північ від Києва, зняте 9 лютого 2017 року з МКС.

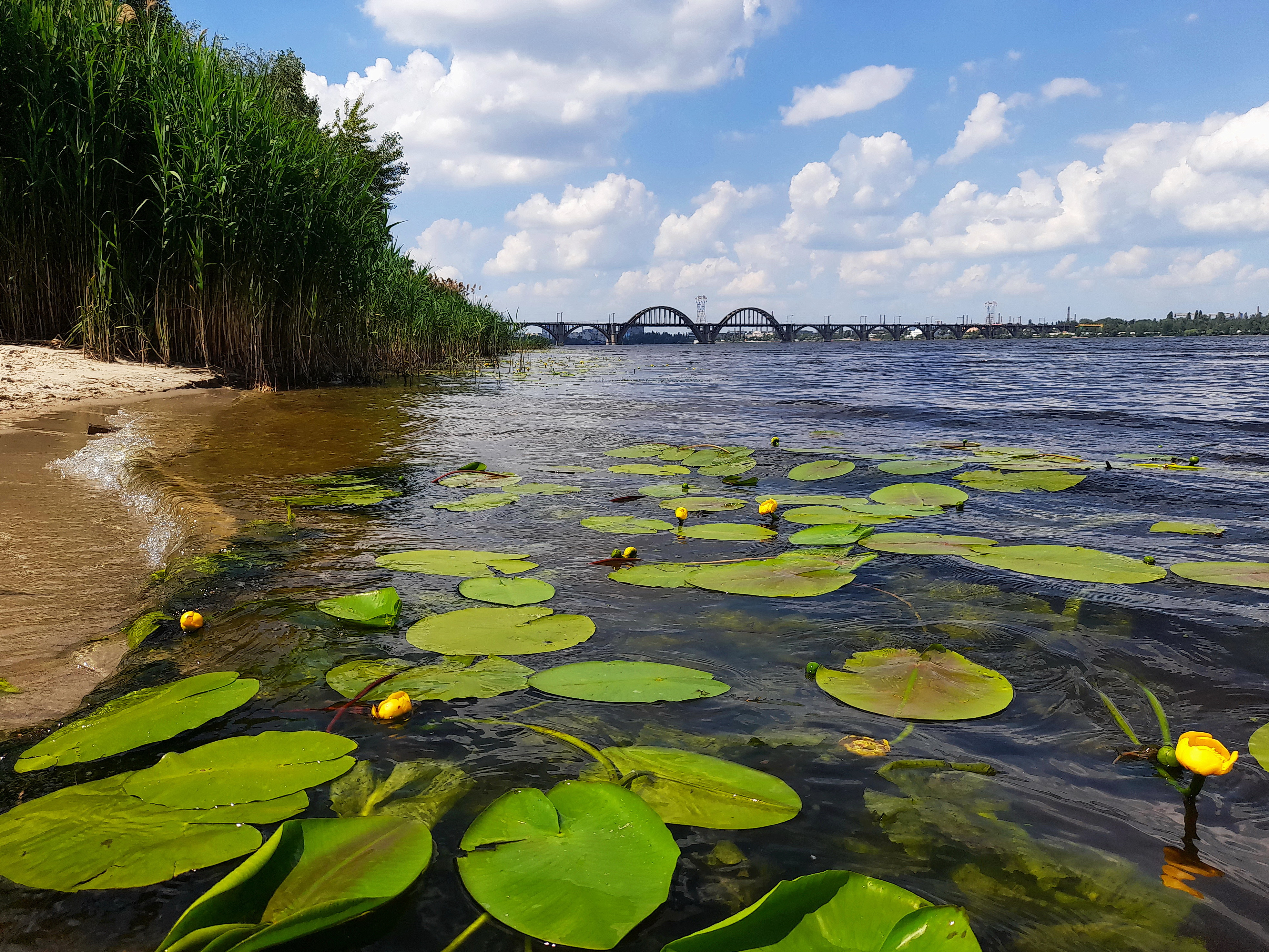
Річка Дніпро у м. Дніпро

Від Києва до Дніпра річка проходить помежів'ям Придніпровської височини й Придніпровської низовини. Долина річки тут виразно асиметрична: праві схили круті та високі, ліві — низькі й пологі. Правий берег підноситься на 100—150 м, він порізаний глибокими долинами й ярами та заліснений, утворює мальовничий гірський краєвид. На таких Дніпровських горах лежить Київ, а нижче за течією біля Канева, на Чернечій, тепер Тарасовій горі, розташована могила Тараса Шевченка. Лівий берег низький, піщаний, часто вкритий сосновим лісом, підноситься на схід широкими терасами. Долина річки широка — 6—10 км, біля Переяслава й Черкас навіть 15—18 км, ширина — 200—1200 м. Нижче від Черкас до побудови Кременчуцького водосховища Дніпро ділився на рукави й утворював острови.
Між Дніпром і Запоріжжям річка перетинає Український щит. У минулому тут були пороги, тепер вони вкриті водами Дніпровського водосховища.

#### Запоріжжя— гирло (нижня течія)
Нижче від Запоріжжя Дніпро входить у степову, суху (300—400 мм опадів на рік) Причорноморську низовину і повільно тече на південний захід, до моря. Нижче від звуження русла, біля північного району Запоріжжя — Кічкасу, річка ділиться на 2 відноги, що обтікають великий скелястий гранітовий острів Хортиця — колишній осідок Запорозької Січі. Ширина річкової долини в цьому місці — 4 км. Далі вона розширюється до 20 км.
Раніше річка нижче Хортиці текла багатьма руслами болотистою рівниною, яку навесні та під час літніх повеней заливала вода. Це так звані плавні, вкриті листяним лісом, очеретом, рогозою, заливними луками, озерами й болотами. Найбільші плавні простягалися між Дніпром і його лівою притокою Конкою — так званий Великий Луг (ширина — до 20 км, довжина — до 60 км), відділений вузькою смугою плавнів поблизу міста Нікополя від другого широкого комплексу — Базавлуцьких плавнів. Але долина річки змінилася після спорудження другої великої греблі на Дніпрі й великого Каховського водосховища. Майже вся територія Великого Лугу, за винятком кількох сотень гектарів у південно-східній частині острова Хортиця й на лівому березі, була залита водами Каховського водосховища, яке також називали Каховським морем. Внаслідок підриву Каховської ГЕС 6 червня 2023 року Великий Луг вивільнений на поверхню.
Нижче від правої притоки — річки Базавлук — долина Дніпра знову звужується, ширина заплави тут 3—7 км, а при впадінні в лиман — до 10 км. До міста Каховки обидва береги річки високі (біля Нікополя — 80 м), від Каховки лівий — низький.
Нижче від Каховки починається гирлова частина Дніпра. Від Херсона річка ділиться на рукави й утворює велику дельту (350 км²) з безліччю острівців та озер. Близько 2/3 дельти займають плавні, 1/3 — вода.
Дніпро вливається в Дніпровсько-Бузький лиман кількома мілководими гирлами, найважливіші з них — Збурівське, Кізилмицьке і Бокач або Рвач. Поглиблення останнього, дає можливість морським суднам доходити до Херсона.
6 червня 2023 року російські окупанти знищили Каховську ГЕС, внаслідок чого Каховське водосховище оголило частину затопленої історії, але водночас знищило тисячолітні шари спадщини, яка зберігалася під водами Дніпра.

### Водний режим і водозбірна площа
Водний режим Дніпра визначається добре вираженою весняною повінню, низькою літньою меженню з періодичними літніми паводками, регулярним осіннім підняттям рівня води та зимовою меженню. Площа басейну Дніпра — 504 000 км², з них у межах України — 291 400 км². Частка площі водозбору річки на території України — понад 48 %. З давно заселених основних українських земель лише Галичина, західна частина Волинської землі й Закарпаття лежать за межами басейну Дніпра.
Верхня частина басейну Дніпра розташована в районі надмірного й достатнього зволоження (лісова зона), середня — в районі нестійкого (зона лісостепу й північного степу), а нижня — в районі недостатнього зволоження (зона степу). Живлення Дніпра змішане. У верхній частині басейну переважає снігове живлення (близько 50 %), на дощове й підземне припадає відповідно 20 і 30 %. Нижче, в межах степової зони, частка снігового живлення зростає до 85—90 %, підземного — зменшується до 10—15 %, а дощового майже немає. Близько 80 % річного стоку Дніпра формується в верхній частині басейну, де випадає багато опадів, а випаровування мале. Зокрема, верхній Дніпро з Березиною й Сожем дає 35 % річної маси води, Прип'ять — 26 % і Десна — 21 %. Середній річний стік річки поблизу Києва — 43,4 млрд м³ (1370 м³/с), а в гирлі — 53,5 млрд м³ (1700 м³/с). Найбільший відсоток води (55—57 % річної кількості) стікає в Дніпро у весняні місяці, коли тануть сніги, найменший — взимку (12 %); на літо припадає 17—21 % річного стоку, на осінь — 12—14 %. Відхилення від цих даних бувають досить значні, наприклад, весняний стік води в Києві коливається в різні роки від 46 до 78 %.

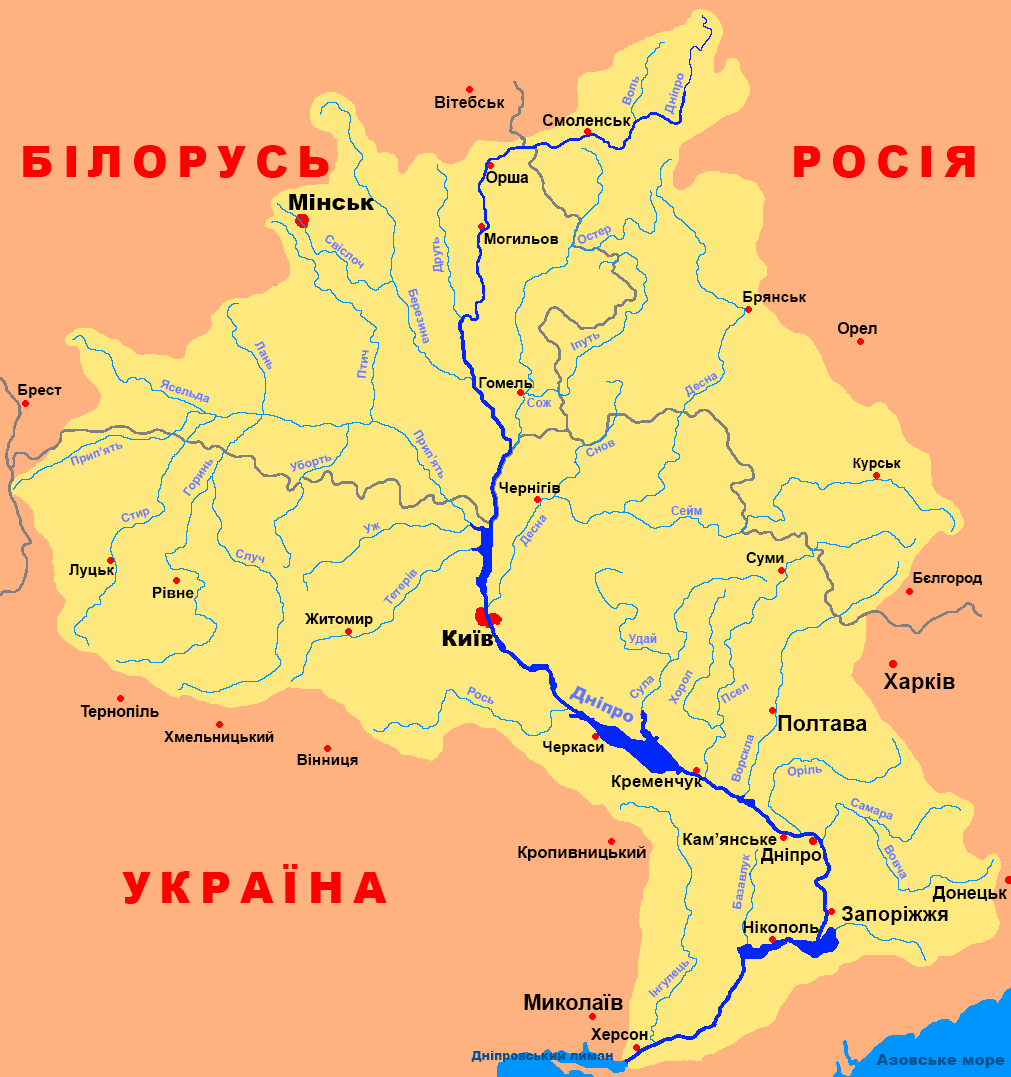
Водозбірний басейн Дніпра
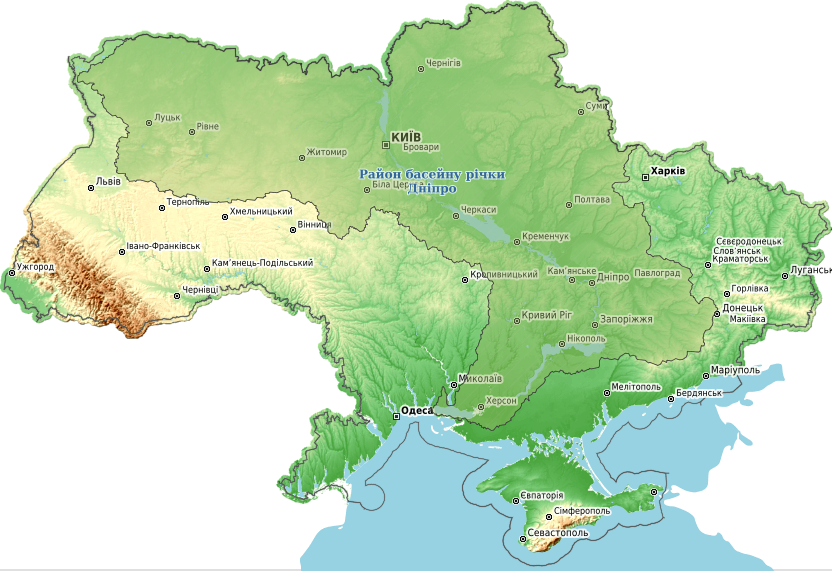
Водозбірний басейн Дніпра на території України
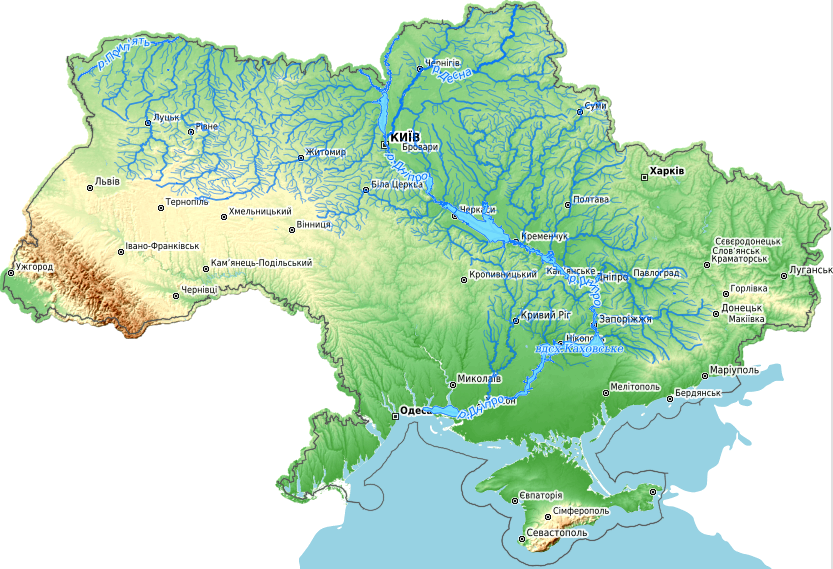
Річкова мережа приток Дніпра на території України

Водний режим річки суттєво змінився після будівництва каскаду водосховищ — Дніпро перетворився на низку довгих штучних озер, відокремлених греблями та штучними водоспадами від природних відтинків річки; пообіч прорито канали з численними шлюзами. Водосховища вирівнюють рівень води в Дніпрі, а нижче гребель льодовий покрив тримається менше. Однак їхнє будівництво порушило екологічну рівновагу, докорінно змінило умови водообміну. Порівняно з природними умовами він уповільнився в 14—30 разів.

### Притоки

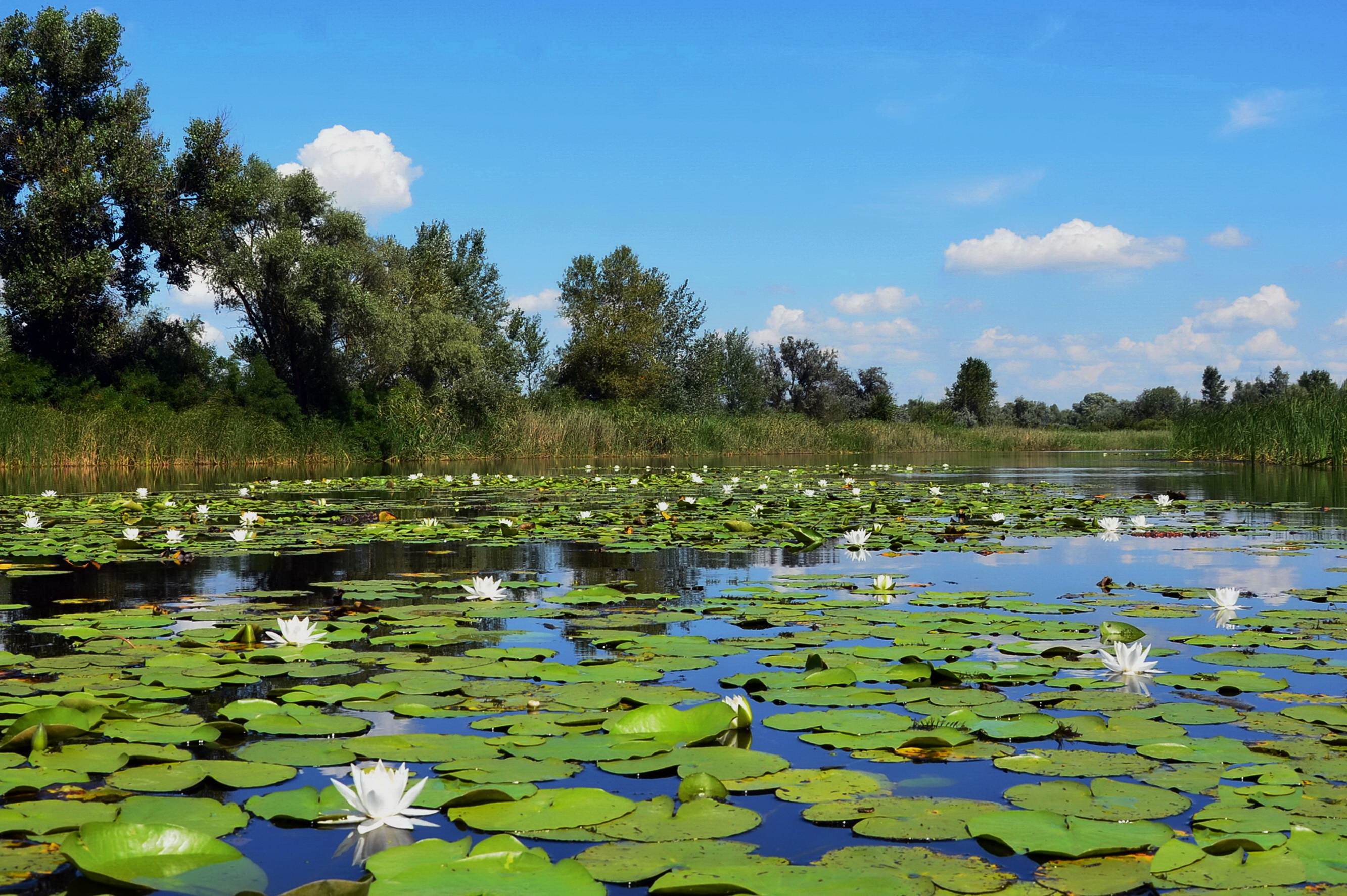
Оріль біля Дніпра

На притоки Дніпро порівняно небагатий. Їхній розподіл за течією річки вельми нерівномірний, найбільше приток зосереджено в частині від витоку до Києва, тоді як нижче міста й до гирла їх мало.
У басейні Дніпра протікає 15 380 малих річок або ж близько 25 % від їх загальної кількості в Україні. Спільна їхня довжина — 67 156 км, із них річок, довжиною 10 км і більше — 13 998 із сукупною протяжністю 35 041 км.
У верхній частині, до міста Дорогобуж, Дніпро — це ще невелика річка. На теренах України вона стає вже значно повноводнішою, бо приймає свої найбільші притоки. На білоруській території: правобічну й багатоводну Березину (довжина — 613 км, величина стоку — 24 530 км²) і лівобічний Сож (648 км і 42 140 км²), на території України — Прип'ять (802 км і 114 300 км²) і Десну (1187 км і 88 840 км²) і середні притоки Тетерів, Ірпінь та малі річки Жидок, Ратуха. Після впадіння цих річок ширина Дніпра доходить до 700 м, глибина — до 8 м. Витрата води (кількість води, що припливає крізь поперечний переріз річки за 1 секунду) зростає з 45 м³ біля Орші до 108 м³ біля Рогачова і 1380 м³ — біля Києва.  

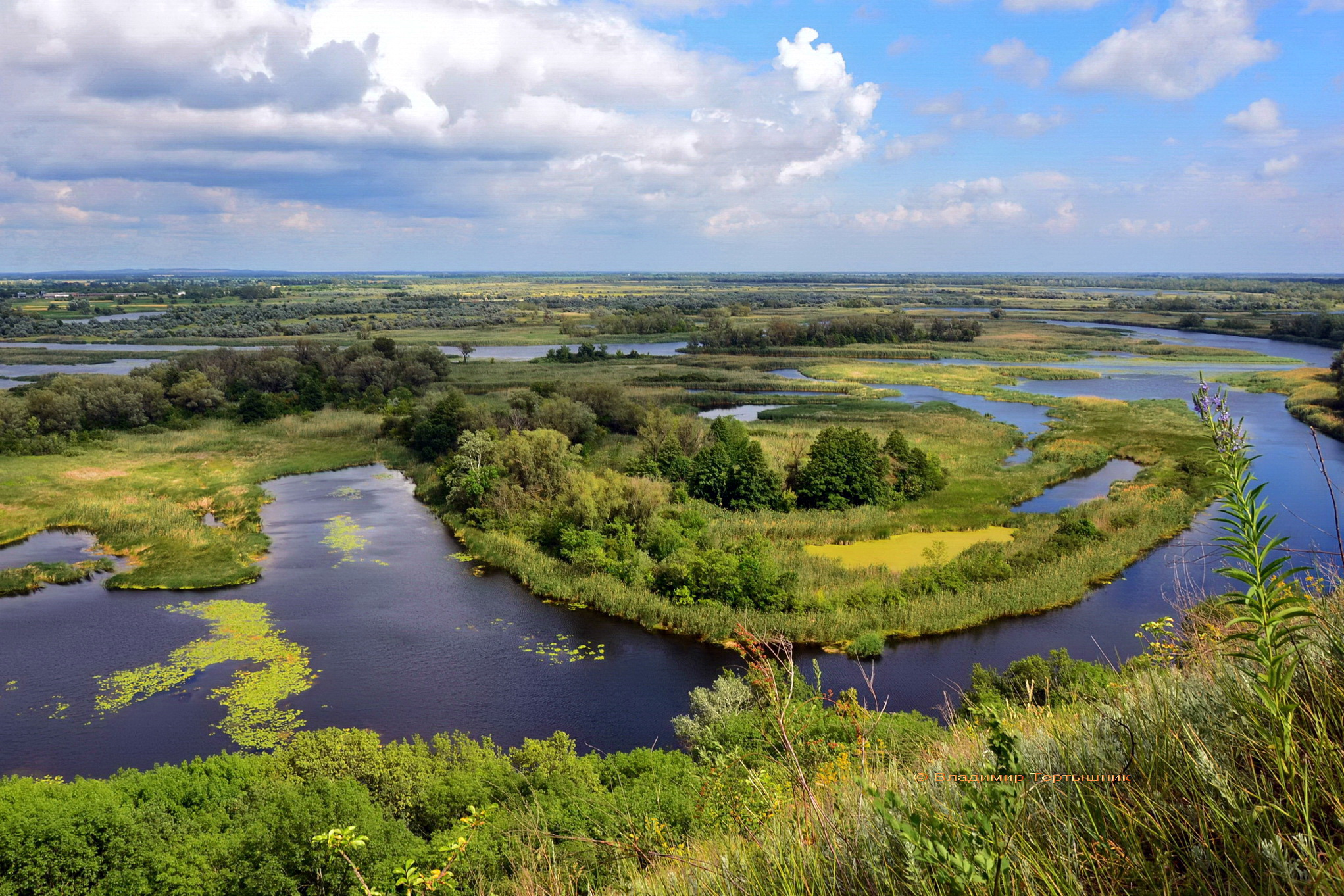
Води Ворскли єднаються з Дніпром

Притоки, що їх приймає Дніпро в середній течії, менші, ніж у верхній, і суттєво бідніші на воду. Праві притоки: Стугна, Красна, Бобриця, Сквира, Леглич, Бобриця, Рось, Вільшанка, Ірдинка, Тясмин і Цибульник короткі й течуть переважно вузькими руслами, виробленими в гранітовому підложжі. Ліві, що мають витоки здебільшого на Середній височині й перетинають усю Придніпровську низовину, довші, широкі, з низькими берегами й терасами, — це Трубіж, Супій, Сула (457 км, сточище — 19 640 км²) з Удаєм, Псел (806 км і 22 820 км²), Ворскла (421 км і 21 400 км²) і Самара (391 км і 23 180 км²). Але всі вони порівняно несуттєво збільшують кількість води в Дніпрі.

### Скресання й замерзання
Взимку Дніпро замерзає зазвичай після 20-денної температури нижче 0 °С. Замерзання починається з півночі, а скресання льодового покриву — з півдня. Завдяки цьому затори криги та спричинені ними повені на Дніпрі трапляються рідко.
В таблиці наведено середній час появи криги на річці й скресання біля окремих міст (джерело): 
| Місто     | Замерзання, число і місяць | Скресання, число і місяць |
| Київ      | 17.12                      | 24.03                     |
| Черкаси   | 23.12                      | 22.03                     |
| Запоріжжя | 5.01                       | 9.03                      |
| Херсон    | 3.01                       | 3.03                      |

Навігація на Дніпрі залежить від тривалості весняного льодоходу й початку зимового льодоставу. За даними спостережних пунктів, що облаштували на річці наприкінці XIX століття, тривалість весняного скресання криги на Дніпрі тоді складала в середньому від 5 до 12 днів, причому найдовший льодохід був у верхній частині річки, між Дорогобужем і Могильовом, і в середній частині, між Києвом і порогами в тому числі. Осіннє замерзання не впливало на навігацію і завжди тривало значно довше — в середньому від 9 до 37 днів, причому найдовше воно було на ділянці від гирла Прип'яті і аж до порогів.

### Гирло Дніпра

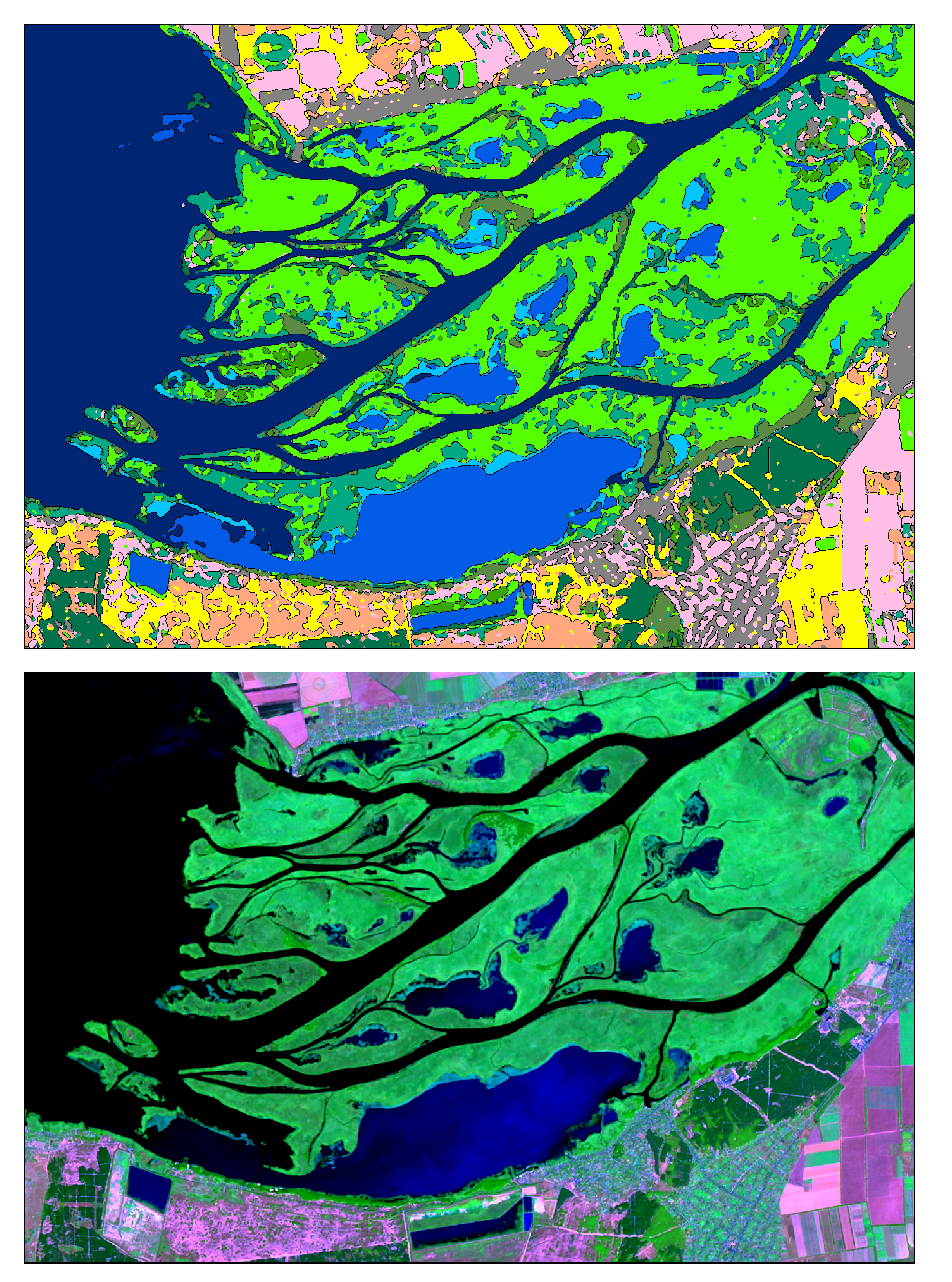
Супутниковий знімок гирла р. Дніпро, отриманий 7 серпня 2015 року

Дніпро вливається в Дніпровсько-Бузький лиман кількома мілководими гирлами, найважливіші з яких — Збурівське, Кізилмицьке і Бокач або Рвач, а потім разом із Південним Бугом, крізь Кінбурнську протоку — в Чорне море.

## Політична географія
Від витоку до гирла Дніпро протікає територією трьох держав: Росії, Білорусі та України. Річка та її притоки на окремих ділянках слугують природним кордоном між країнами. Вони також зрошують 12 густозаселених областей, 1 — в Росії (Смоленська область), 3 — в Республіці Білорусь (Мінська, Могильовська, Гомельська області), 8 — в Україні (Чернігівська, Київська, Черкаська, Кіровоградська, Полтавська, Дніпропетровська, Запорізька та Херсонська області). На берегах річки розташовані більше півсотні великих і малих міст, в тому числі столиця України — Київ. На річці Свіслоч — правій притоці Березини — розташована столиця Білорусі — Мінськ.
На українській ділянці Дніпра розмістилися 25 міст:
- Вишгород (22 933 мешканців)
- Київ (2 967 285[19])
- Українка (13 978)
- Канів (26 426)
- Черкаси (295 500)
- Світловодськ (49 938)
- Кременчук (232 000)
- Горішні Плавні (51 832)
- Верхньодніпровськ (16 680)
- Кам'янське (273 700)
- Дніпро (1 040 000)
- Запоріжжя (786 000)
- Василівка (15 507)
- Дніпрорудне (21 900)
- Енергодар (55 800)
- Нікополь (128 369)
- Кам'янка-Дніпровська (15 406)
- Берислав (15 425)
- Каховка (38 000)
- Нова Каховка (52 611)
- Таврійськ (11 757)
- Олешки (31 100)
- Херсон (312 000)
- Гола Пристань (15 902)
- Очаків (17 109).

## Флора

### Водорості
У Дніпрі і його водосховищах станом на 1 січня 1999 року мешкали представники 8 систематичних відділів водоростей: синьо-зелені, діатомові, зелені, динофітові, евгленові, жовто-зелені, золотисті, криптофітові. Особливо різноманітні — зелені. Серед них інтенсивно розвивалися вольвоксові, протококові, улотриксові, зігнемові, десмідієві водорості.
Кількість видів водоростей, інтенсивність їх розвитку на різних ділянках Дніпра значною мірою змінюються залежно від екологічних особливостей частини водойми, сезону року, глибини й часу доби. Станом на 1 січня 1999 року, загальна кількість видів водоростей, знайдених у планктоні водосховищ Дніпра, становила 1192 види, а разом із внутрішньовидовими формами — 1574.

### Вищі рослини

#### Від верхнього Дніпра до гирла
На різних ділянках Дніпра до зарегулювання й у різні роки існування водосховищ виявляли 69 видів вищих водних рослин — макрофітів. Будівництво водосховищ істотно вплинуло на водну й прибережну рослинність Дніпра і його заплави. Одні рослини не витримали нових умов існування, інші, навпаки, розвивалися краще, внаслідок чого видовий склад рослин до і після затоплення на всіх ділянках Дніпра змінився. Наприкінці 1970-х років у кожному з водосховищ росло кілька десятків видів вищих водних рослин, але особливих відмінностей у кількості представлених видів дослідники не відзначали.
Найінтенсивніше заростання йде на Київському й Кременчуцькому водосховищах. Значні зарослі масиви сформувалися на Кременчуцькому водосховищі вже до 7-го року його існування. На Каховському водосховищі це було помічено лише на 12-му році існування, але в значно менших масштабах.
Загальна кількість видів вищих водних рослин гирлової частини Дніпра (без Дніпровсько-Бузького лиману) включає 72 види, що належать до 28 родин і 42 родів. Домінують рослини, занурені у воду (гідрофіти) — 33 види; рослин із плавучим листям (гідатофіти) — 19 видів; повітряно-водних — 20 видів.

#### Дніпровсько-Бузький лиман
Вища водна рослинність Дніпровсько-Бузького лиману представлена 26 видами. З підвищенням мінералізації води від дельти Дніпра до Кінбурнської коси кількість видів скорочується (від 25 видів у східній частині лиману до 7 видів — в західній). Значні площі незарослих мілин зосереджені в західній частині лиману, де великий вплив морської води. А основні масиви зарослих — в східній частині вздовж переднього краю дніпровської дельти і біля лівого берега.
Майже половина видів, що ростуть у лимані — це болотяна рослинність, переважно очерет і рогіз вузьколистий. Повітряно-водні рослини — очерет, очерет озерний і частково рогіз вузьколистий — охоплюють п'яту частину чагарників; занурена рослинність — близько 30 %. Переважає рдест гребінчастий, рдест кучерявий, уруть колосиста, роголисник занурений, валіснерія спіральна, різуха морська. Серед рослинності з плаваючим листям найбільші площі посідає латаття біле, глечики жовті й плавун щитолистий. Формації водяного горіха на кінець XX століття були відмічені на дуже невеликих ділянках, хоча в недавньому минулому вони були поширені на великих площах у затоках і протоках дельти Дніпра.

## Фауна

### Риби й членистоногі
У Дніпрі водяться майже всі з відомих в Україні понад 70 видів риб. Нижня частина річки багатша на рибу — там водиться 60—65 видів, тоді як біля Києва — лише 40. Найпоширеніші — коропові, прохідні й напівпрохідні риби (оселедці, осетрові, тараня та інші), які раніше заходили високо по течії, але після спорудження водосховищ затримуються на греблі, а то й взагалі не виходять із нижньої течії.
У верхньому Дніпрі зовсім зникло чимало типових річкових риб, в тому числі прохідні риби — білуга, чорноморсько-азовський осетер та оселедець, лосось, річковий вугор, а також зменшилась чисельність стерляді, підуста, головня, в'язя, жереха, линка. Їхнє місце займають озерні форми: лящ (близько 40 % вилову), щука, сом, короп, плітка, окунь.
У цілому за час існування водосховищ видовий склад риби в Каховському водосховищі зменшився від 67 до 56, в решті — від 58 до 45—50. З наявних 56 видів риб дніпровських водоймищ — станом на 2006 рік — 13 долучають до сміттєвої (непромислової) риби, що через малі розміри не мала промислового значення. Корисними були лише 23 види.
У середині 50-х років річка давала близько 80 % усієї виловленої в річках УРСР риби: 7800—11 000 тонн на рік. У середині 90-х — 18 500 тонн, що в грошовому еквіваленті перевищувало 33 мільйони гривень, а в 2000 році — 7000—8000 тонн на рік.
Також у Дніпрі водиться 2 види раків: довгопалий та товстопалий.

### Птахи
З майже 250 видів птахів, що гніздяться в Україні, 100 — постійні або тимчасові мешканці річок, озер і боліт басейну Дніпра. Типово водними мешканцями є пірникози, що облаштовують житло на воді й на сушу майже не виходять. На узліссях заплавних лісів, що прилягають до боліт і заплави річки, розміщуються колонії сірих чапель. Останнім часом серед них можна бачити велику білу чаплю й поки що дуже рідкісну — руду чаплю. На Дніпрі і його притоках також живе квак, що гніздиться на деревах. Тимчасово живуть на Дніпрі і качки, гуси та лебеді, які пізно восени відлітають у райони Чорного і Середземного морів. Хижі птиці скопи (занесені до Червоної книги України) гніздяться поблизу води на високих деревах, а кулик-сорока й малий пісочник живуть на піщаних мілинах. На луках біля Дніпра можна побачити чибіса (чайка звичайна) та малого й великого грицика, на берегах — білу плиску, що гніздиться в берегових схилах або просто в ямці на березі. Також на обривистих берегах річок часто зустрічаються нірки берегових ластівок, інколи вони можуть утворювати великі колонії на декілька сотень нірок. Біля заліснених ділянок річки з обривистими берегами зустрічається рибалочка. Також характерні мешканці очеретяних, комишових і осокових чагарників вздовж берегів — очеретянки. Найбільша й найпомітніша — велика очеретянка. Часто зустрічається і чагарникова, ставкова та лучна очеретянки.
Прижилися біля Дніпра навіть сірі ворони — вони збирають на березі молюсків і мертвих рибок, а також нападають на багатьох птахів і їхні гнізда.

### Ссавці
У басейні Дніпра живе близько 30 видів ссавців, що відносяться до 4 рядів: комахоїдні, рукокрилі, хижі та гризуни.
На Дніпрі живуть хохулі — представники ряду комахоїдних, найстаріші ссавці в Україні. Хохуля — цінний хутровий звір, занесений до Червоної книги України.
Рукокрилі, що ведуть вечірній і нічний спосіб життя, менш вивчені тварини. У басейні Дніпра мешкає ставкова (занесена до Червоної книги України) і водяна нічниця.
У затонах живе річкова видра, а біля річки й частково у воді — норка. Вони належать до хижих звірів, їх занесено до Червоної книги України. Водиться в Дніпрі та його притоках і річковий бобер — найбільший гризун Євразії. Полювання на нього в Україні заборонене. Також у Дніпрі живе нутрія. А в 1944—1946 роках в Україну завезли північноамериканського гризуна ондатру, який також прижився на річці та її притоках.

## Історія

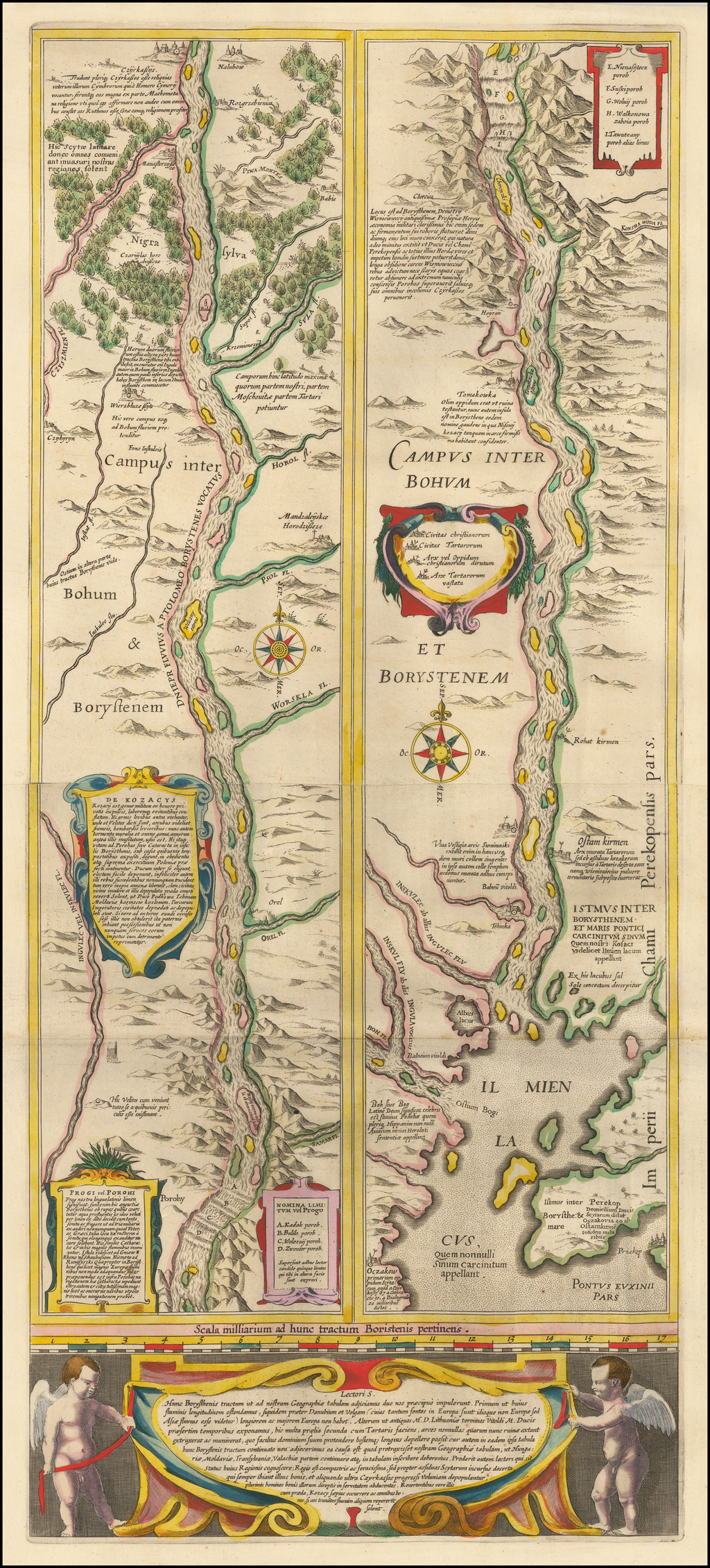
«Борисфенський шлях» в нижній течії. Карта 1643 року

Дніпро тісно пов'язаний з історією східних слов'ян, які розселялися по річці та її притоках — Прип'яті, Десні, Росі тощо. Тоді річки були основними шляхами — вони зв'язували віддалені землі і сприяли об'єднанню племен в одну державу — Київську Русь. Середнє Подніпров'я на чолі з Києвом було давнім культурним центром, навколо якого на межі VIII—IX століть об'єдналися східні слов'яни. По Дніпру та його притоках поширювалась культура Київської Русі — писемність, архітектура, мистецтво, — виникали великі міста, що своєю чергою ставали центрами розселення людей і розвитку господарства.

### Перші згадки і назва
Найдавніші письмові відомості про Дніпро залишив грецький історик і географ Геродот у четвертій книзі своєї історії, що називається «Мельпомена». Геродот відвідав грецькі колонії на берегах Дніпровського лиману за 450 років до нашої ери, а також плавав по річці до самих порогів. Опис Дніпра вище порогів історик зробив за розповідями купців, що плавали по річці в торгових справах. З того часу про велику слов'янську річку писали безліч істориків і письменників — і давніх часів, і Середньовіччя. Перші вітчизняні відомості про Дніпро є в літописах Київської Русі «Повість врем'яних літ» і у великому поетичному творі «Слово о полку Ігоревім».
Назва річки «Дніпро» вперше трапляється в літературних пам'ятках першої половини IV століття нашої ери. Походить від давньосхідноіранського «велика річка». До того річка мала давньогрецьку назву Борисфен, що означає «той, що тече з півночі». Предки українців, давні східні слов'яни, називали її Славутичем («син слави») — ця назва досі зрідка використовується як синонім, особливо як поетична назва; римляни називали річку Данаприс, турки — Узу або Узи. Деякі дослідники схиляються до думки, що Дніпро в давнину називався Сіндгу, Сінд, Інд, оскільки в пониззі річки існувала Сіндика, інакше — Сіндська Скіфія.

### Середньовіччя
Дніпро з'єднував Київську Русь з іншими державами й народами. Річкою пролягав стародавній торговий шлях, що в Лаврентіївськім літописі названо «великим шляхом з варяг у греки». Варязький шлях зв'язував Чорне та Балтійське моря й вів до Візантії.
Нижнє Подніпров'я та північне узбережжя Чорного моря в давнину були важливими районами торгівлі — тут знаходились колонії фінікійців, греків, а пізніше, в Середньовіччя, — венеційців та генуезців.
Також ці райони в давні часи були ареною боротьби з азійськими ордами — хозарами, печенігами, половцями, татаро-монголами. Зміцнення кочівників, з одного боку, й ослаблення Києва, з другого, були причиною того, що Дніпровий шлях ставав все менш доступний і з кінця XII століття його функції став перебирати на себе Дністровий шлях зі столицею Галицького князівства — Галичем. Завоювання України татарами остаточно знівелювало значення Дніпрового шляху й міст на ньому. Відродилося воно лише в XVI столітті.
На Дніпрі було засновано козацьку вольницю Запорозьку Січ, звідки козаки на швидких чайках здійснювали походи до османських берегів. Водами Дніпра вони спускалися крізь кінбурнську протоку до Чорного моря й нападали на ворожі фортеці. Січ неодноразово міняла своє місце, але лишалася в районі Дніпрових плавнів: болота та плавні захищали її від татар і османських галер.

### Ранній новий час
За Богдана Хмельницького Дніпро став головною річкою козацької держави. В добу «руїни», коли держава Хмельницького розпалася на Лівобережну й Правобережну з окремими гетьманами, війни між претендентами, що намагалися об'єднати державу, супроводжувалися переходами через Дніпро (зокрема, походи Тетері, Брюховецького і Дорошенка в 1660-х роках).
Згодом Дніпро на довгій лінії від Лоєва до Кременчука (за винятком околиць Києва) став кордоном московської й польської сфери інтересів аж до 1793 року. В межах Литовсько-Польської держави господарське значення мала верхня частина річки й її праві притоки, зокрема Прип'ять, і Десна: ними перевозили товари на захід і північний захід — до Вісли, Німана й Балтійського моря.
У XVIII столітті в Європі на водний транспорт звернули особливу увагу — Дніпро сполучили каналами з іншими річковими системами: в 1765—1768 роках — з басейном Німану каналом Огінського, в 1775 закінчили спорудження Королівського каналу, що зв'язав Дніпро з Віслою (через Мухавець, притоку Бугу, з притокою Прип'яті Піною). Обидва канали були споруджені з приватної ініціативи, щоб дати можливість транспортувати й сплавляти ліс з Полісся до балтійських портів — Гданська й Клайпеди. А на теренах Білорусі в 1797 році збудовано Березинський канал, що з'єднав Дніпро із Західною Двіною.

### Новий і новітній час
Наприкінці XVIII століття басейн Дніпра перебував під контролем Російської імперії. Уряд країни намагався провести регуляцію річки й усунути пороги, щоби створити суцільний водний шлях. Проте із розвитком залізниць, проєкти трансформації Дніпра не було реалізовано. Річка залишалася поділеною на дві частини: передпорозьку і запорозьку.
В ході Другої світової війни, в другій половині 1943 року, на Дніпрі відбулася битва між арміями СРСР і Німеччини. З обох боків у ній взяли участь до 4 млн вояків, а фронт битви розтягнувся на 1 400 кілометрів. В результаті чотиримісячної операції Червона Армія закріпилася на лівому березі Дніпра, форсувала річку й, створивши декілька плацдармів на правому березі, захопила місто Київ. Битва за Дніпро була однією з найбільших битв в історії Другої світової війни.

### Дослідження річки
В історії дослідження Дніпра розрізняють кілька періодів. Початковий — це період збору інформації про річку. Перші загальні відомості були опубліковані в «Книге Большому Чертежу» (1627 рік).
Наприкінці XVII — першій половині XVIII століття виконувались досить значні роботи зі створення в дніпровських порогах проходів — каналів, щоби забезпечити наскрізний рух річкою. Однак ці роботи не дали бажаних результатів.
Наступний період — це друга половина XIX — початок XX століття, коли різко зросли технічний рівень і обсяг досліджень, почалися стаціонарні роботи й розвинулась мережа спостережних пунктів за водним режимом річки. Організовані вони були на початку XIX століття. Перший постійний водомірний пост на Дніпрі відкрито поблизу Києва 1804 року, а регулярні водомірні спостереження розпочалися в 1839 році. Вже наприкінці XIX століття з'явилися підсумкові наукові праці. Серед них виділяють двотомне ілюстроване видання Миколи Максимовича «Днепр и его бассейн» рос., що вийшло в Києві в 1901 році. Максимовича вважають основоположником наукових гідрологічних досліджень Дніпра та його басейну.

## Пороги

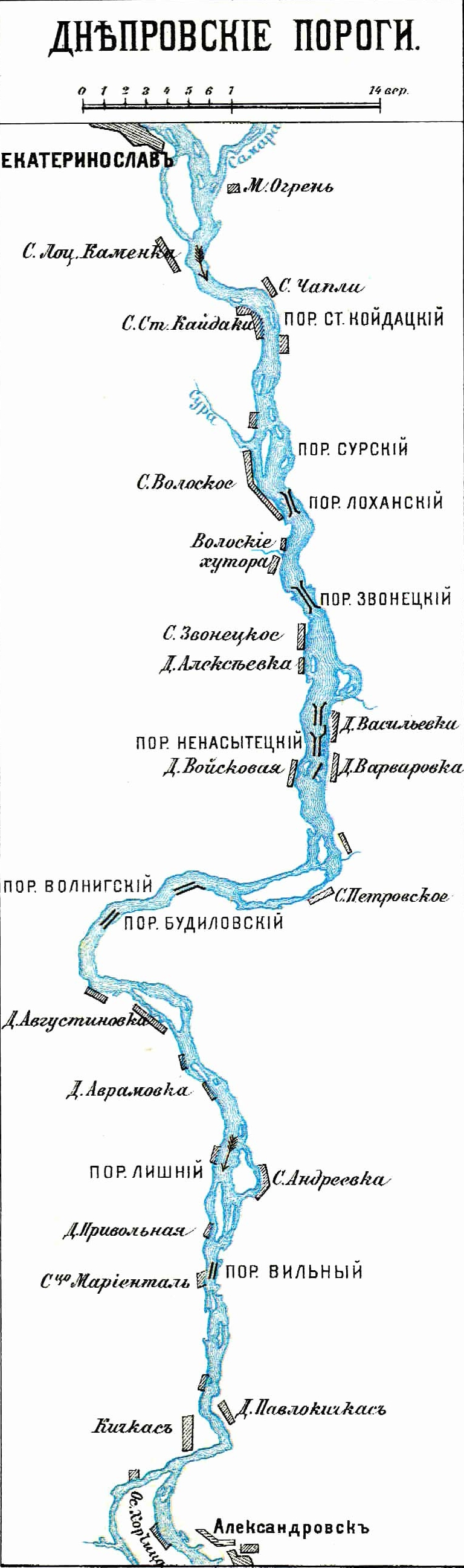
Дніпрові пороги. Карта кінця XIX — початку XX століття

До початку XX століття в руслі Дніпра були пороги — між містами Дніпро і Запоріжжя. На сьогодні їх затоплено водами Дніпровського водосховища. Якщо каміння й скелі перетинали частину течії, вони називалися заборами, якщо всю річку — порогами. В середній течії Дніпра існувало 9 порогів, 30—60 заборів та 60 островів. Загальна довжина ділянки, де вони знаходились, — близько 65—75 км, висота падіння води — 30—40 м. Найбільше судноплавству перешкоджали пороги, вони розміщалися в такому порядку:
- Кодацький поріг,
- Сурський поріг,
- Лоханський поріг,
- Дзвонецький поріг,
- Ненаситецький поріг (Ненаситець або Ревучий; лоцмани називали його Розбійник або Дід),
- Вовнизький поріг (лоцмани називали його Онук),
- Будильський поріг (Будило),
- Лишній поріг,
- Вільний поріг.

Перші роботи з розчищення порогів звелів виконати ще Петро І. У 1803—1805 роках у найбільшому й найгрізнішому Ненаситецькому порозі обладнано двокамерний шлюз із підпором 4,27 м. Проте його конструкція виявилася недосконалою й шлюз зруйнувався.
За проєктом Шитова (16 шлюзів на обхідних каналах уздовж порогів) велися роботи в 1833 та 1843—1853 роках. Вони дали змогу подовжити сплавну навігацію річкою на 1,5—2 місяці, а в деякі роки — й на все літо.
Із розвитком залізниці роботи на Дніпрі відійшли на другий план, хоча проєкти приборкання порогів все ще розроблялися (1878, 1880—1884, 1891 роки). Лише в 1905 році в проєкті шлюзування порогів інженерів Максимова й Графтіо з'явилася ідея використати енергію самої річки.
На початку XX століття річище Дніпра біля Києва закріпили й поглибили русло: завдяки цьому глибина річки вище Києва сягала 0,8 м, між Києвом і порогами — до 1 м, нижче порогів — до 1,8 м, а нижче Каховки — навіть до 4,2 м. Також збудовано порт у Києві й впорядковано ряд пристаней.
У проєктах 1910—1913 років (інженер Шаппюї, професор Гольє, професор Бахметьєв) вперше передбачалося регулювання стоку для підвищення потужності гідростанції. Але проєкти затоплення порогів, створення гідроелектростанцій і з'єднання Дніпра судноплавними каналами з Двіною (шлях Херсон—Рига), Віслою (Київ—Гданськ) та Дінцем і Донецьким басейном не було реалізовано через Першу світову війну. Не зміг їх втілити й Департамент Водного Господарства новоутвореної УНР. Але, попри недостатні роботи, транспортове значення Дніпра перед першою світовою війною зросло.

## ГЕС і водосховища
З русла Дніпра, яке протікає теренами України, в природному стані збереглося лише 100 км. Решта — зарегульована каскадом дніпровських водосховищ: Київським, Канівським, Кременчуцьким, Кам'янським, Дніпровським, Каховським із загальною площею водного дзеркала 6 979 км² і повним об'ємом 43,8 км³ води, що відповідно становить 94,7 і 90,8 % до загальної кількості всіх великих водосховищ України.
Масові проєктні й практичні будівельні роботи на Дніпрі розпочалися в 1927 році, після початку спорудження Дніпровської гідроелектростанції (ДніпроГЕС), а з нею й цілої низки гідровузлів. Ця праця багатотисячного колективу проєктантів і будівельників завершилася 1980 року. За цей час річку від державного кордону з Республікою Білорусь до Каховки перетворили на каскад водосховищ.
Найвідоміша — Дніпровська ГЕС у Запоріжжі, її побудовано в 1927—1932 роках, мала потужність у 558 МВт. Під час Другої світової війни станцію частково зруйновано, а до 1950 року — відновлено. В 1969—1975 роках введена другу чергу станції — ДніпроГЕС-2.
Каховську ГЕС побудували другою — в 1950—1956 роках, за нею — Кременчуцьку — в 1954—1960, Київську — в 1960—1964, Середньодніпровську — в 1956—1964, і в 1963—1975 роках Канівська ГЕС завершила Дніпровський каскад гребель.
Первістком каскаду водосховищ було Дніпровське (воно ж — озеро ім. Леніна, оз. Дніпровське), заповнено в 1932—1933 роках. З початку Другої світової війни й до 1946 збереглась лише пригреблева ділянка, а в 1947 водосховище заповнили до сучасного рівня.
Другим споруджено Каховське водосховище — в 1955—1958 роках, потім — Кременчуцьке (1959—1961), Кам'янське (1963—1965), Київське (1964—1966), Канівське (1973—1976).
Крім дніпровського каскаду великих водосховищ, у басейні Дніпра функціонує 498 водосховищ меншого розміру (45 % від загальної кількості водосховищ України) із загальною площею водного дзеркала 750 км² і повним об'ємом 2,22 км³ води.
У басейні Дніпра створено 24043 ставки (48 % від загальної кількості ставків України) із загальною площею водного дзеркала 1532,8 км² і повним об'ємом 2,09 км³ води.
На початку 2000-х років водойми почали надаватися в оренду. У басейні Дніпра в оренді знаходиться 41 % водосховищ і 32 % ставків.

## Судноплавство
До середини XIX століття по Дніпру плавали переважно на плотах (в тому числі сплавляли ліс) і на дерев'яних суднах (перевозили зерно та інші товари). З 1857 року бере початок регулярне пароплавство на всій течії річки: і вище, і нижче порогів.
Нині Дніпро судноплавний упродовж 1990 км від гирла, системою каналів сполучений із річками стоку Балтійського моря (Західною Двіною, Німаном, Західним Бугом). Дніпро дуже важливий для транспорту і економіки України: на нього припадає половина всіх річкових шляхів країни і основна частина (близько 60 %) річкових перевезень вантажів і пасажирів. Всі водосховища обладнані великими шлюзами, що дозволяють суднам розмірами до 270×18 метрів мати доступ до порту Києва. Річка також використовується пасажирськими суднами: популярність круїзів Дунаєм і Дніпром росте з кожним роком.
По течії Дніпра Україною є шість шлюзів (Київський, Канівський, Кременчуцький, Кам'янський, Запорізький, Каховський). За їх проходження стягується плата, розмір якої залежить від модуля судна (куб. метрів) та виду плавання — закордонне чи каботажне.

## Мости
У літописах, починаючи з XI століття, трапляються згадки про мости через Дніпро, зокрема, в Києві. Мости того часу будували з дерева, вони мали досить великі розміри, але були ненадійні. Кожну весну під час льодоходу їх розбирали або вони самі руйнувалися, і потрібно було будувати нові переправи через Дніпро та його притоки.
На сьогодні (початок ХХІ ст.) річище Дніпра перетинають до 100 різних мостів, залізничних та автомобільних, з них 23 мости — знаходяться в Росії, 21 міст — в Білорусі та близько 50 — в межах України. Найбільше їх у великих містах: Смоленськ (3), Орша (4), Могильов (4), Жлобин (3), Київ (9), Дніпро (5), Запоріжжя (4). В Черкасах збудовано найдовшу інженерну споруду не лише на річці, а й у всій Україні. Після створення Кременчуцького водосховища виникла потреба в будівництві моста через водойму. Вирішено було насипати через водосховище довгу дамбу, а біля самого міста збудувати міст, під яким могли пропливати різнотипні судна. Його було завершено в 1960 році. Довжина самого моста становить 1 174 м. Він складається з двох частин — автомобільної та залізничної; існує також тротуар для пішоходів. Перед мостом із черкаського боку намита дамба довжиною 0,9 км, інша ж частина, із золотоніського боку, становить 10,5 км. На третьому кілометрі після моста дамба розширюється й на ній збудовано роз'їзд Панське, що має назву села, яке тут знаходилось до будівництва водосховища й було затоплено його водами. 2009 року проведено капітальний ремонт автомобільної частини моста, що останній раз ремонтувалась в 1985 році.

## Екологія
Господарські об'єкти у басейні Дніпра протягом десятиліть нарощували водокористування без урахування економічних та екологічних наслідків для України, зазначають екологи. В басейні річки зосереджено чимало промислових виробництв із переважанням «брудних» галузей (металургійна, хімічна, вугільна), найбільші енергетичні об'єкти та масиви зрошуваних земель, з яких виноситься значна кількість агрохімічних засобів (добрива, пестициди).
Через них річка — на межі гідроекологічної кризи, бо самовідновлювальна здатність Дніпра й багатьох річок басейну вже не забезпечує відновлення порушеної екологічної рівноваги, зазначають екологи.
У басейні Дніпра дуже забруднені ґрунти, поверхневі та підземні води. Настільки, що їх очищення за наявних технологій, стає неможливим.
Забруднення води і водозбірних ландшафтів великою кількістю хімічних сполук, більшість із яких не властива живому, призвело до зміни в багатьох річках басейну природного хімічного типу води і різко ускладнило одержання якісної питної води на очисних спорудах.
Вчені НАН України вважають, що Дніпру загрожує екологічна катастрофа. Згідно з Водним кодексом, зарегулювати можна тільки певну частину річки, а Дніпро зарегульований практично на всьому протязі. Через те, що швидкість течії знижена, природні властивості самоочищення річки порушені, а 30 % затоплених площ — найбагатші заплавні землі. На мілководді йде активне розмноження синьо-зелених водоростей. Вони гниють, поглинаючи з води кисень і за прогнозами, перетворять Дніпро на мляву пустелю впродовж найближчих 300 років.
|  | Дніпро — вже не річка, а система зарегульованих багнюк, адже на Дніпрі існує 8 ГЕС. Течія практично зникла, і все сміття з берегів, яке змивається дощами в річку, не виноситься в море, а осідає на дні. В результаті водойма міліє і забруднюється. Наша мета підняти суспільство на боротьбу за відродження Дніпра <...> Дніпро помре через 300 років, якщо не спустити греблі |

 — розповів у червні 2016 року на пресконференції в Забебе директор Інституту проблем природокористування та екології НАН України, член-кореспондент НАН України Аркадій Шапар.

### Водокористування
Тільки в 2001 році з Дніпра було забрано 9,641 млрд м³ води, використано — 7,589 млрд, скинуто — 5,718 і безповоротно спожито — 2,219. З використаної води 60 % (або 4,525 млрд м³) припадає на виробничі потреби, 13 % (0,974 млрд м³) — на зрошення, 21 % (1,583 млрд м³) — на господарсько-питні потреби і 2 % (або 0,148 млрд м³) — на сільськогосподарське водопостачання. Каналами Дніпро-Донбас, Північно-Кримським та Каховським щороку за межі басейну перекидається 5—6 млрд м³ води.
За даними Ради з вивчення продуктивних сил України Національної академії наук, використання води питної якості на технологічні потреби становить близько 50 %. Приблизно 90 % цих витрат можна задовольнити за рахунок повторного використання води в системах промислового та комунального водозабезпечення. Втрати води під час транспортування становлять 10—20 %, нераціональне використання та втрати її у житловому фонді — більш як 20 %, у промисловості — 20—30 %. За оцінкою лабораторії раціонального використання водних ресурсів Київського національного технічного університету будівництва і архітектури, лише завдяки раціональному використанню води в усіх галузях у басейні Дніпра можлива її економія в обсязі 8 км³ на рік.
У цілому Дніпро забезпечує водою 2/3 території України. У тому числі майже 35 мільйонів людей (70 % населення країни), 50 великих міст і промислових центрів, понад 10 000 підприємств, 2 200 сільських і понад 1000 комунальних господарств, 50 великих зрошувальних систем і 4 атомні електростанції.
Нині водою Дніпра користується 70 % населення України (майже 35 мільйонів осіб), також на нього припадає половина всіх річкових шляхів країни і основна частина
Воду з Дніпра споживають жителі Києва (до 30 % питної води для киян подається збудованою у 1939 р. Дніпровською водопровідною станцією), Дніпра, Запоріжжя, Черкас та інших міст і містечок вздовж річки.
Водокористування в басейні Дніпра має власну історію. Особливо вона непроста і показова у столиці. Так, перший водозабір на піщаних фільтрах для централізованого водопостачання питною водою з Дніпра було збудовано у Києві — у 1872 р. (в районі Поштової площі). Водозабір діяв до 1908 р., коли через спалах епідемії холери був закритий. Надалі київський водопровід близько 20 років використовував лише підземні води. На сьогодні (початок ХХІ ст.) водопостачання Києва здійснюється з трьох джерел: 55 % — з р. Десна; 28 % — з р. Дніпро; 17 % — підземні води.
Першу централізовану каналізаційну мережу у басейні Дніпра було збудовано також у Києві — у 1894 р.. Стічні води подавалися на поля зрошення та поля фільтрації, розташовані на піщаних ґрунтах вище Києва (район Куренівки). У 1909 р. у заплаві р. Либідь спорудили Либідський каналізаційний колектор, яким стічні води подавалися на відстійники біля Лисої гори, а потім скидалися у Дніпро. Лише у 1964 р. було збудовано на лівому березі Дніпра першу чергу потужної Бортницької станції аерації для очищення стічних вод Києва, яка за пів століття експлуатації вже теж застаріла і вимагає реконструкції (очищає 413 млн м³ стічних вод).

### Стан підземних вод
Через господарську діяльність людини триває інтенсивне забруднення підземних вод. Найбільш забруднені ділянки знаходяться переважно біля великих промислових та сільськогосподарських об'єктів, а також населених пунктів. Найбільші порушення — в економічно розвинутих районах Дніпропетровської та Запорізької областей із високим рівнем розвитку промисловості, сільського господарства та великою густотою населення. Головними джерелами забруднення є накопичувачі промислових та побутових рідких і твердих відходів, мінералізовані шахтні та рудникові води, мінеральні добрива та отрутохімікати, накопичувачі відходів на тваринницьких комплексах і фермах.
У межах басейну Дніпра розташовано близько 1000 фільтрувальних накопичувачів, 80 % яких зосереджено в південній частині басейну. Сумарний обсяг зібраних у них високомінералізованих вод досягає 1 км³, з них 77 % припадає на Дніпропетровську область. З накопичувачів до підземних водоносних горизонтів переходять розчини солей, нафтопродукти, ароматичні речовини тощо.
Так, надзвичайно складна екологічна ситуація склалася у районах міст Узин, із загальною площею забруднення нафтопродуктами близько 100 км³, та Біла Церква, де під загрозою існування опинився дендрологічний парк «Олександрія».
У гірничодобувних районах Дніпропетровської, Запорізької, Донецької та Полтавської областей до підземних горизонтів регулярно надходять високомінералізовані дренажні, рудникові та шахтні води. Так, загальна площа забруднення підземних вод у районі Кривбасу становить близько 300 км³.
Таким чином, у басейні Дніпра сформувалися великі осередки забруднених підземних вод, зокрема в районах:
- Дніпра—Кам'янського — стічними водами об'єктів хімічної і металургійної промисловості;
- Новомосковська—Павлограда — шахтними водами і відходами тваринницьких комплексів;
- Кривого Рога — шахтними водами та стічними водами металургійних заводів;
- Житомира—Рівного — стічними водами підприємств хімічної і легкої промисловості, а також господарсько-побутовими стічними водами.

### Радіаційне забруднення

Карта радіоактивного забруднення ізотопом цезію-137:
Закриті зони (понад 40 Кі/км²)
Зони постійного контролю 15-40 Кі/км²
Зони періодичного контролю 5-15 Кі/км²
Неназвані зони 1-15 Кі/км²

Внаслідок Чорнобильської катастрофи радіонуклідами, переважно цезієм-137, стронцієм-90 та плутонієм-239 (240), була забруднена значна територія України, в тому числі — частина басейну Дніпра та всі водосховища каскаду. Основна кількість радіонуклідів потрапила до Дніпра впродовж першого післяаварійного періоду, і сумарна бета-активність води поблизу Києва в травні 1986 року становила 5×10−8 Кі/л, що в 100—1000 разів перевищувало природний фон. Однак вже влітку того ж року активність води зменшилась у декілька разів.
Найважливішим є факт викиду з реактора четвертого блоку ЧАЕС близько 2000 Кі ізотопів плутонію-239 (240), період напіврозпаду якого — 24 110 років. Переважна більшість плутонію знаходиться в мулі Київського водосховища (там близько 60 млн т) і в ґрунті навколишньої території.
Водосховища дніпровського каскаду є своєрідними накопичувачами радіоактивного забруднення. Основна частина радіонуклідів зосереджена в мулі, тканинах рослин і водних тварин, які є концентраторами цезію та стронцію.
За даними радіаційного водного моніторингу, з моменту аварії на ЧАЕС до грудня 1995 року у Дніпровський каскад водосховищ з аерозольним випаданням і річковим припливом надійшло не менш як 6 000 Кі цезію-137 і 5 000 Кі стронцію-90. За вказаний час у Чорне море Дніпром було винесено близько 40 Кі цезію і близько 1400 Кі стронцію. Таким чином, екосистеми водосховищ затримали не менш як 99 % цезію-137 і 70 % стронцію-90 від усієї кількості радіонуклідів, що надійшли у водойми в результаті аварії.
Хоча вже у 1994 році спостерігалося зменшення концентрації ізотопів у водосховищах у 100 разів, порівняно з 1986 роком, однак вона все ж у 35 разів перевищувала рівень, що передував катастрофі.
Чорнобильська аварія практично знищила річку Прип'ять та весь її басейн в 122 тисячі км², який нині придатний лише для заповідної зони.

### Негативні природні явища

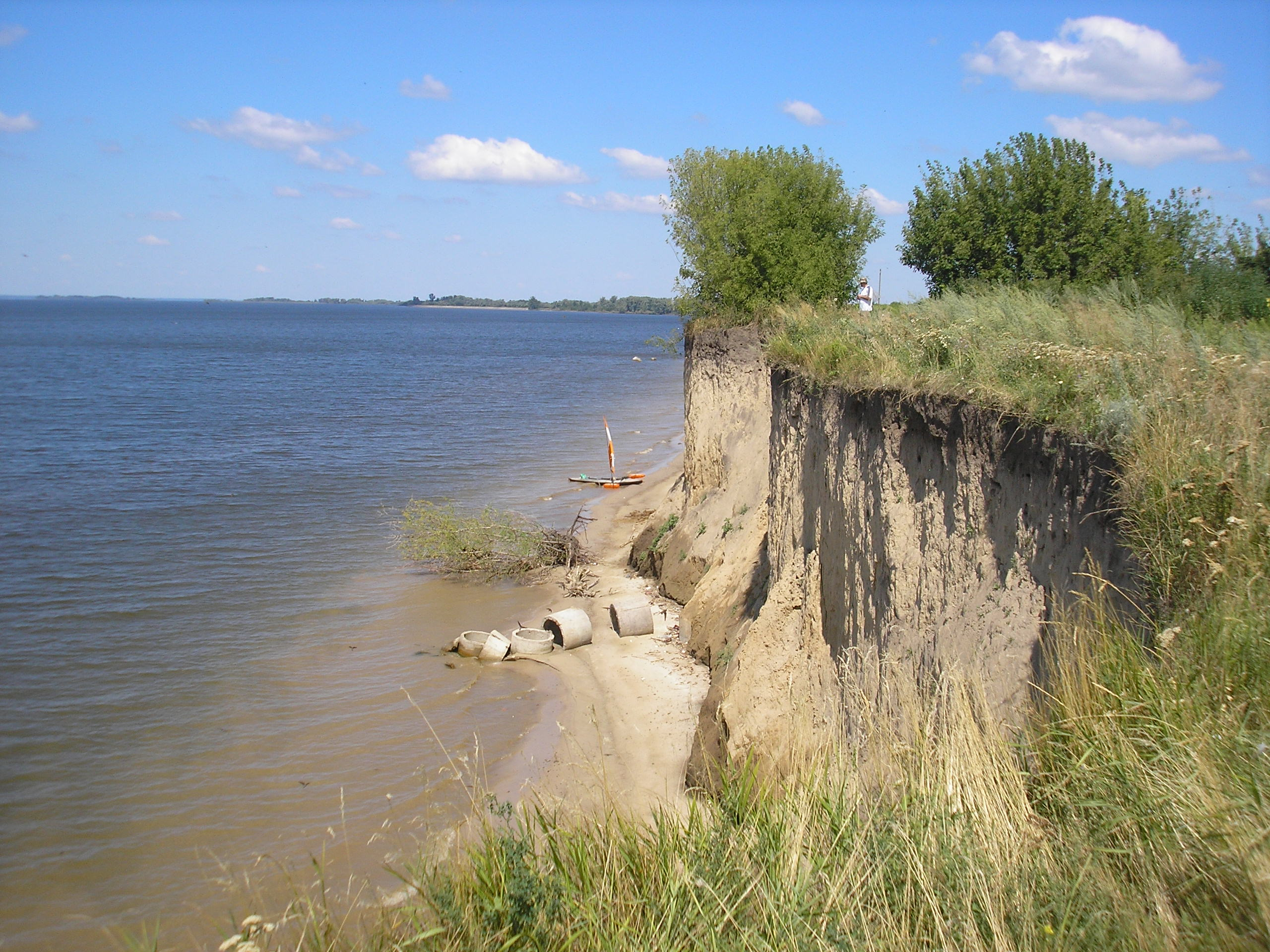
Руйнування берега Кременчуцького водосховища
поблизу села Мозоліївка

Ситуація у басейні Дніпра ускладнюється значним рівнем розвитку ерозійних процесів та берегоруйнування. Розораність території водозбору досягла 65 %, а в Херсонській області і басейнах деяких малих річок — 80—85 %, тоді як оптимальний рівень — 40 %. Лісистість території басейну в середньому досягає 14 %, тоді як оптимальний рівень — 30 %. За останні 25 років загальний вміст гумусу в ґрунті зменшився на 10 %. Продукти ерозії, потрапляючи в воду, замулюють її і забруднюють органічними сполуками, мінеральними добривами, зокрема азотом та фосфором.
Протяжність берегової лінії Дніпровських водосховищ — 3 079 км, причому 1 110,9 км — абразійно-ерозійні береги, які потребують закріплення. Всього необхідно закріпити 302,7 км берегів водосховищ. Внаслідок руйнування берегів уже втрачено 6 176 га землі. Тільки з 1960 по 1995 рік до водосховищ надійшло 337 млн м³ продуктів руйнування берегів.
Триває підтоплення земель у зонах водосховищ. Їх уже більш як 200 000 га. У басейні підтоплено понад 100 міст та селищ міського типу. З цим пов'язані такі негативні явища, як деградація земель, замулення та заболочення тощо. Крім того, це суттєво вплинуло на активізацію небезпечних екзогенних геологічних процесів (зсувів, карсту, просідань тощо), в першу чергу в межах промислових міст — Дніпра, Запоріжжя, Черкас та інших.

### Якість води
Негативні чинники в сукупності, призвели до занепаду всієї екосистеми басейну Дніпра, зокрема до погіршення якості води. Аналіз багаторічних спостережень показав, що за збереження задовільної природної мінералізації води в межах 300—350 мг/дм³,
найпоширенішими забруднювальними речовинами річок басейну Дніпра є нітрити, азот амонійний, біогенні та органічні речовини, важкі метали, нафтопродукти і феноли. Виявлена концентрація їх свідчить про порушення норм якості води, прийнятих для водойм рибогосподарського та культурно-побутового призначення.
Через спад виробництва, забруднення водосховищ Дніпра загалом, зменшилось. Однак спостерігається тенденція до збільшення у воді вмісту легкоокислюваних органічних сполук, азоту амонійного, азоту нітритного.
За рівнем хімічного і бактеріального забруднення вода більшості річок басейну Дніпра класифікується як забруднена та брудна.
Найвища забрудненість сполуками важких металів спостерігалась на таких річках, як Горинь, Тетерів, Гнилоп'ять, Псел, Самара, Рось, Інгулець. Максимальна концентрація сполук міді в окремих випадках коливалась у межах 34—96 гранично допустимих концентрацій (ГДК), цинку та марганцю — 10—91 ГДК.
У воді Ірші, Ірпіня, Унави, Сейму — підвищений вміст азоту амонійного, фенолів, нафтопродуктів. Зріс вміст азоту амонійного і в Десні. Крім того, річка забруднена цинком — до 19 ГДК, марганцем — до 12 ГДК, нафтопродуктами — до 32 ГДК. У Росі збільшився вміст азоту амонійного, спостерігались випадки значного забруднення сполуками цинку, марганцю, нафтопродуктами. Вода в Сулі, Удаї, Пслі, Хоролі, Ворсклі, Мерлі, Орілі, Берестовій, Самарі, Вовчій забруднена легкоокисними органічними речовинами, фенолами, сполуками міді, марганцю. Вода у Мокрій Московці забруднена азотом амонійним, нітритним, сполуками важких металів. На річках Самарі, Вовчій, Солоній протягом року спостерігалися випадки надмірного забруднення сульфатами.
Київське та Канівське водосховища забруднені переважно азотом амонійним, фенолами, сполуками міді, цинку та марганцю. Кременчуцьке та Кам'янське — азотом нітритним, сполуками міді, цинку, марганцю. Основні забруднювачі Дніпровського водосховища — сполуки міді (до 11 ГДК), цинку (до 32 ГДК), марганцю (до 10 ГДК) та феноли (до 8 ГДК). Забруднення сполуками цинку у водосховищі в окремі роки досягає майже 100 ГДК.
За даними звітності Держводгоспу України, лише у 2006 році в басейн Дніпра потрапило 321 тонна нафтопродуктів, з них 194 тонни — безпосередньо в русло Дніпра; 820 тонн заліза, 18 тонн міді, 6,6 тонн нікелю, 70 тонн марганцю, 229 тонн фтору, 9936 тонн кальцію, 26 тонн калію, 3 435 тонн натрію, 4 074 тонни фосфатів.
Забруднення води у басейні Дніпра призвело до порушення природних процесів самоочищення водних об'єктів і значно ускладнило проблему одержання якісної питної води на водопровідних станціях. Водопровідні очисні споруди вже не можуть перешкодити надходженню до питної води значної кількості неорганічних та органічних забруднюючих речовин, спільна дія яких на організм людини небезпечна для здоров'я.

### Заповідні зони
До Дніпра прилягає понад 10 заповідних зон України. Найбільші з них:
1. Кременчуцькі плавні — регіональний ландшафтний парк, розташований між двома частинами Кременчука у середньому Подніпров'ї. Створено 12 липня 2001 року. Площа — 5 080 га.
2. Канівський природний заповідник — створений в 1923 році природний заповідник площею 2 049 га неподалік Канева (Черкаська область) на правому березі і заплавних островах Дніпра. Межує безпосередньо з могилою Тараса Шевченка на Тарасовій (раніше — Чернечій) горі.
3. Дніпровсько-Орільський природний заповідник — заповідник у долині Дніпра і плавнів Протовчі (сучасне русло Орілі), створений в 1990 році. Площа — 3766 га.
4. Національний заповідник «Хортиця» — створений ще у 1965 році, а статус національного отримав 6 квітня 1993 року постановою Кабінету Міністрів України № 254. До його складу входить сам острів Хортиця і прилеглі острови та скелі: Байда, Дубовий, Ростьобин, Три Стоги, Середня, Близнюки, урочище Вирва на правому березі Дніпра, що мають загальнодержавне та історично значення. Загальна площа заповідника — 2386,86 га[40].

Найбільші природні заповідники на Дніпрі.
| Назва                  | Директор        | Адреса                                                | Підпорядкування                             | Рік створення | Площа, га | Види ЧКУ | Види ЧКУ |
| Назва                  | Директор        | Адреса                                                | Підпорядкування                             | Рік створення | Площа, га | Флори    | Фауни    |
| ---------------------- | --------------- | ----------------------------------------------------- | ------------------------------------------- | ------------- | --------- | -------- | -------- |
| Канівський             | Чорний М. Г.    | 19000 Черкаська область, м. Канів                     | Київський університет                       | 1923          | 2049      | 26       | 74       |
| Дніпровсько-Орільський | Артеменко В. Н. | 49098 м. Дніпро, Набережна Перемоги, 38               | Держкомлісгосп                              | 1990          | 3766      | 9        | 24       |
| Кременчуцькі плавні    | Никифоров В. В. | 39600 м. Кременчук, вул. Першотравнева, 20, к. 1408 А | Кременчуцька державна районна адміністрація | 2001          | 5080      | н/д      | н/д      |

н/д — немає даних

## Дніпро в культурі
| “                                   | Реве та стогне Дніпр широкий, сердитий вітер завива, додолу верби гне високі, горами хвилі підійма. | „ |
| — Тарас Шевченко, «Причинна» (1837) | |   |

Дніпро згадується і описується в романах, поезії та прозі, піснях, сотнях історичних досліджень на різних мовах різних часів. В українській літературі річка неодноразово згадується вже в «Повісті врем'яних літ», з нею пов'язується легенда про святого апостола Андрія, оповідання про хрещення Русі Володимиром Святим, про війни засновників Київської Держави з численними ворогами. У «Слову о полку Ігоревім» є звертання дружини князя Ігоря Святославича — Ярославни: «О, Дніпре, Славутичу», яке свідчить про давність шанобливого фольклорного епітета річки — Славутич. Є він і в народних думах: «Тогда козаки собі добре дбали, к Дніпру-Славуті низенько уклоняли» («Дума про Самійла Кішку»).
Згадується річка і в старовинних переказах, піснях. До неї звертаються і в літературі часів Козацької Держави («Вірші на жалосний погреб… Сагайдачного», драма «Милость Божія», козацькі літописи).
Українське відродження XIX століття теж підносить тему Дніпра в літературі та мистецтві. Образ річки пов'язаний з усією творчістю Тараса Шевченка, в тому числі як символ історичної долі українського народу. «Здається — кращого немає нічого в бога, як Дніпро та наша славная країна...» («І виріс я на чужині…»). Шевченків «Заповіт» і поховання поета над Дніпром великою мірою визначили і нині живу традицію шанування річки як української національної святині.
До тематики Дніпра-Славути також звертались Максим Рильський, Григорій Чупринка, Василь Симоненко, Павло Тичина, Володимир Сосюра («Іще не скресла крига на Дніпрі» та інші), Микола Вінграновський («Чуєш, Дніпре мій», «Скажи мені, Дніпре», «Ніч Івана Богуна» тощо) та багато інших письменників.
Дніпрові краєвиди також популярні серед художників — різних часів і різних країн.

### Власні назви
На честь річки, на берегах якої місто розташоване, назване одне з найбільших міст України Дніпро. Цю назву воно отримало у межах декомунізації 19 травня 2016 року. Попередня назва Дніпропетровськ теж була дана на честь Дніпра і одного з діячів комуністичного руху — Григорія Петровського (прижиттєво), що починав трудову і революційну діяльність у місті. З 1806 року назву Верхньодніпровськ має теперішній райцентр у Дніпропетровській області. У 1936—2016 роках сусіднє місто Кам'янське подібно носило назву Дніпродзержинськ.
У 1960 році в Києві відкрили станцію метро «Дніпро» — першу наземну станцію столичного метрополітену. Вона розташована на мосту через набережну Дніпра. З бічних платформ, що являють собою естакаду над набережною, відкривається вид на дніпровські простори.
Назву «Дніпро» з 1962 року носив і український футбольний клуб із Дніпра, який виступав в українській прем'єр-лізі. Заснований він у 1918 році.
У 1964 році в Києві збудували і відкрили чотиризірковий готель «Дніпро» — недалеко від самої річки, у центрі міста на Європейській площі. Цього ж року назву «Дніпро» надали і київському видавництву художньої літератури «Держлітвидав України», заснованому ще в 1919 році.
У 1967 році у Дніпропетровську було створено Здобне печиво «Дніпро», що стало брендом міста. Печиво має авторський дизайн: орнамент у вигляді дніпровських хвиль та напис по центру «ДНІПРО».
У 1999 році було створено ракету-носій легкого класу «Дніпро» — на базі міжконтинентальних балістичних ракет РС-20 (SS-18 «Сатана»), що підлягали скороченню відповідно до російсько-американського договору.
28 грудня 2004 року назву «Дніпро» надали українському футбольному клубу з Черкас, заснованому ще 1955 року. Він виступав у другій лізі чемпіонату України. Припинив своє існування 21 травня 2009 року.
14 вересня 2008 року в Дніпрі урочисто відкрили стадіон «Дніпро», або «Дніпро-Арена», місткістю 31 003 глядачі, вартістю 65 мільйонів євро. Будівництво тривало 3,5 роки (квітень 2005 — вересень 2008). Він став домашнім стадіоном ФК «Дніпро».

### День Дніпра
У листопаді 2003 року Київрада ухвалила розширити перелік велелюдних заходів у місті, та заснувала День Дніпра «з метою донесення до людей проблеми сучасного екологічного стану річки Дніпро, збереження природної рівноваги в басейні річки та культурної спадщини, як основи національної культури, турботи про подальший розвиток традиційних культур та етносів». Відзначається День Дніпра в Києві в першу суботу липня і пов'язується зі святом Івана-Купала.

## Заходи безпеки
Постійний контроль за станом безпеки гребель водосховищ та гідроелектростанцій на Дніпрі здійснюють Міністерство енергетики та вугільної промисловості України, Державне агентство водних ресурсів України, Державна служба України з надзвичайних ситуацій, Український гідрометеорологічний центр. Щорічно, та при нагальній потребі вони інформують Кабінет Міністрів України, Раду національної безпеки та оборони України, профільні комітети Верховної Ради України щодо стану основних споруд ГЕС та водосховища.

### Основна
- Атлас світу. — К. : Міністерство екології та природних ресурсів України, ДНВП «Картографія». — 2002 р. — 192 с.
- Бондаренко О. О. Проблеми дозиметрії внутрішнього опромінення людини трансурановими радіонуклідами: автореферат дисертації доктора біологічних наук. — К., 2002. — 37 с.
- Васюта О. А., Васюта С. І., Філіпчук Г. Г. Екологія і політика. — Чернівці : Зелена Буковина, 1998. — Т. 1. — 422 с.
- Вишневський В. І. Річки і водойми України: стан і використання. — К. : Віпол, 2000. — 376 с.
- Вишневський В. І. Ріка Дніпро. — К.: Інтерпрес ЛТД, 2011. — 384 с. ISBN 978-966-501-082-1. https://www.researchgate.net/publication/344451262_Rika_Dnipro
- Водний фонд України: Штучні водойми — водосховища і ставки: Довідник / За ред. В. К. Хільчевського, В. В. Гребеня. — К. : Інтерпрес, 2014. — 164 с. — ISBN 978-965-098-2.
- Гринь Г. Масова загибель риби на Дніпрі цієї зими може викликати екологічну катастрофу // Голос України. — 1996. — 27 квітня. — С. 10.
- Дегодюк Е. Г., Дегодюк С. Е. Еколого-техногенна безпека України. — К. : ЕКМО, 2006. — 306 с. — 1500 прим. — ISBN 966-8555-45-7.

- Дніпро // Енциклопедія Українознавства / Гол. ред. В. Кубійович. — Париж–Нью-Йорк : Молоде життя, 1957. — Т. 2. — С. 573-574. — (Репринтне перевидання в Україні. — К., 1994)

- Кравчук П. А. Книга рекордів природи. — Луцьк : ПрАТ «Волинська обласна друкарня», 2011. — 336 с. — ISBN 978-966-361-642-1.

- Мальцев В. І., Зуб Л. М., Карпова Г. О., Костюшин В. А., Титар В. М., Мішта А. В., Некрасова О. Д. Водно-болотні угіддя Дніпровського екологічного коридору, кол. монографія (відп. ред. В. І. Мальцев). – К.: Недержавна наукова установа Інститут екології ІНЕКО, Карадазький природний заповідник НАН України, 2010. –142 с. - ISBN 978-966-02-5841-9

- Національна програма екологічного оздоровлення басейну Дніпра та поліпшення якості питної води. — К., 1997. — 92 с.

- Хільчевський В. К. Роль агрохімічних засобів у формуванні якості вод басейну Дніпра. — К. : ВПЦ "Київський університет", 1996. — 222 с. — ISBN 6-1201-1412-4.
- Хільчевський В. К., Ромась М. І., Ромась І. М. Гідролого-гідрохімічна характеритика мінімального стоку річок басейну Дніпра / За ред. В. К. Хільчевського. — К. : Ніка-Центр, 2007. — 184 с. — 300 прим.
- Яцик А. В., Яковлєв Є. О., Осадчук В. О. До питання щодо спуску Київського водосховища / За ред. А. В. Яцика. — К. : Оріяни, 2002. — 52 с. — 400 прим. — ISBN 966-7373-78-9.

- Днепр // Брокгауз Ф. Эфрон И. Энциклопедический словарь в 86 книгах й 4 дополнениях. — Петербург, 1893. — Т. 10А. — 483 с.

- Корелякова И. Л. Растительность Кременчугского водохранилища. — К. : Наукова думка, 1977. — 198 с.

- Моря и внутренние воды / Под ред. В. Д. Романенка. — К. : Наукова думка, 1987. — 222 с.

- Новиков Б. И. Донные отложения днепровских водохранилищ. — К. : Наукова думка, 1986. — 170 с.

### Додаткова
- Васюта О. А., Васюта С. І., Філіпчук Г. Г. Екологія і політика. — Чернівці : Зелена Буковина, 1998. — Т. 2. — 479 с.

- Васюта О. А. Проблема екологічної стратегії України в контексті глобального розвитку. — Тернопіль : Галичина–Друк, 2001. — 599 с.
- Водне господарство в Україні / За ред. А. В. Яцика, В. М. Хорєва. — К. : Генеза, 2000. — 640 с.
- Географічна енциклопедія України / Відп. ред. О. М. Маринич. — К. : УРЕ, 1989. — Т. 1. — 114 с.
- Горєв Л. М., Пелешенко В. І., Хільчевський В. К. Гідрохімія України. — К. : Вища школа, 1995. — 307 с. — ISBN 5-11-004522-4.

- Немає другого Дніпра. — К. : Вища школа, 1977. — 111 с.

- Хільчевський В.К., Осадчий В.І., Курило С.М. Основи гідрохімії. — К. : Ніка-Центр, 2012. — 312 с. — ISBN 978-966-521-559-2.
- Шевчук В. Я., Васенко О. Г. Екологічний стан басейну річки Дніпро за результатами першої українсько-канадської експедиції. — Харків : УкрНДІЕП, 1999. — 52 с.

- Яцик А. В. Екологічна безпека в Україні. — К. : Генеза, 2000. — 216 с.
- Яцик А. В. Малі річки України: Довідник. — К. : Урожай, 1991. — 294 с.

- Амброз А. И. Рыбы Днепра, Южного Буга и Днепровско-Бугского лимана. — К. : АН УССР, 1956. — 405 с.
- (рос.) Гидрология и гидрохимия Днепра и его водохранилищ. — К. : Наукова думка, 1989. — 216 с. — ISBN 5-12-000805-4.
- Денисова А. И. Формирование гидрохимического режима водохранилищ Днепра и методы его прогнозирования. — К. : Наукова думка, 1979. — 289 с.
- Зеров К. К. Формирование растительности и зарастание водохранилищ днепровского каскада. — К. : Наукова думка, 1976. — 140 с.
- Киевское водохранилище / Под ред. Я. Я. Цееба. — К. : Наукова думка, 1972. — 456 с.
- Матвеев Е. С. Днепровские гидроузлы. — М. : Стройиздат, 1980. — 162 с.

- Паламарчук М. М., Закорчевна Н. Б. Водний фонд України: Довідковий посібник / За ред. В. М. Хорєва, К. А. Алієва. — К. : Ніка-Центр, 2001. — 392 с.
- Приймаченко А. Д. Фитопланктон и первичная продукция Днепра и днепровских водохранилищ. — К. : Наукова думка, 1981. — 278 с.
- Природа Украинской ССР. Моря и внутренние воды. — К. : Наукова думка, 1987. — 224 с.
- Ресурсы поверхносных вод СССР. — Ленинград : Гидрометеоиздат, 1971. — Т. 6. Украина и Молдавия. — Вып. 2. Среднее и Нижнее Поднепровье. — 656 с.
- Романенко В. Д., Евтушенко Н. Ю. Методические и методологические основы разработки Стратегического плана действий по экологическому оздоровлению Днепра. — К. : Институт гидробиологии НАНУ, 2000. — 42 с.
- Справочник по водным ресурсам / Под ред. Б. И. Стрельца. — К. : Урожай, 1987. — 304 с.

- Электроэнергетика Украинской ССР. — К. : Техника, 1970. — 227 с.

- Яцык А. В., Шмаков В. М. Гидроэкология. — К. : Урожай, 1992. — 192 с.
- Яцык А. В. Экологические основы рационального водопользования. — К. : Генеза, 1997. — 640 с.